# Schedonorus
Schedonorus là một chi thực vật có hoa trong họ Hòa thảo (Poaceae).

## Loài
Chi Schedonorus gồm các loài: